# Documentation linguistique
La documentation linguistique est une sous-discipline de la linguistique qui vise à décrire la grammaire et l'utilisation des langues humaines. Elle vise à présenter de façon aussi exhaustive que possible les pratiques linguistiques caractéristiques d'une certaine communauté de locuteurs,,. La documentation linguistique ainsi créée est destinée à la recherche linguistique (la recherche actuelle, et celle qui sera menée par la postérité dans le scénario d'une disparition de la langue telle qu'elle est actuellement parlée), mais aussi à des fins de revitalisation de la langue. La documentation linguistique fournit une base solide pour l'analyse linguistique par la création de documents de référence dans la langue, sur lesquels peuvent s'appuyer les généralisations proposées par les linguistes.

## Méthodes
Les étapes classiques dans la documentation linguistique comportent l'enregistrement (autrefois par des notes manuscrites, aujourd'hui par des enregistrements audio et vidéo), la transcription des données (soit au moyen d'une notation phonémique recourant aux symboles de l'Alphabet Phonétique International, soit au moyen d'une orthographe conçue pour cette langue), l'annotation (ajout d'un appareil critique : traduction dans une langue de grande diffusion, gloses, commentaires) et l'analyse, ainsi que l'archivage des données et leur diffusion. Une dimension fondamentale de la documentation linguistique est la collecte de données fiables et abondantes. S'agissant de l'archivage et de la diffusion, l'époque contemporaine représente une phase transitionnelle : les infrastructures existantes, telles que Huma-Num, permettent un archivage pérenne, mais les formats de données restent d'une grande diversité, ce qui fait de leur archivage une tâche souvent compliquée.
La documentation linguistique se veut complémentaire de la description linguistique, sous-discipline des sciences du langage qui vise à décrire le système abstrait des structures et règles d'une langue sous la forme d'une grammaire assortie d'un dictionnaire. Les technologies numériques ouvrent de nouvelles possibilités pour la documentation linguistique. Celles-ci sont discutées dans des publications spécialisées telles que les revues Language Documentation & Description et Language Documentation & Conservation.

## Domaines de recherche connexes
- Linguistique descriptive
- Orthographe : l'étude des systèmes d'écriture
- Lexicographie : la création de dictionnaires et l'étude du lexique
- Phonologie : l'étude de la description du système sonore d'une langue
- Etymologie : l'étude de l'origine des mots
- Anthropologie linguistique

## Institutions et organisations
- HRELP
- DoBeS (en)
- The Language Conservancy (en)
- SIL International
- PARADISEC (en)
- LACITO et la Collection Pangloss
- First Peoples' Heritage, Language and Culture Council (en)
- World Oral Literature Project (en)
- Resource Network for Linguistic Diversity (en)
- Le projet Lingua Libre par Wikimédia France